# Неједнакост у погледу менталног здравља
Неједнакост менталног здравља се односи на разлике у квалитету, приступу и здравственој заштити коју различите заједнице и популације добијају за услуге менталног здравља. Глобално, Светска здравствена организација процењује да је 350 милиона људи погођено депресивним поремећајима. Ментално здравље се може дефинисати као добробит појединца и/или одсуство клинички дефинисане менталне болести. Неједнакости које се могу појавити у заштити менталног здравља могу укључивати статус менталног здравља, приступ и квалитет неге, као и исходе менталног здравља, који се могу разликовати међу популацијама различите расе, етничке припадности, сексуалне оријентације, пола, пола, социо-економског статуса, нивоа образовања и географска локација. Друштвене детерминанте здравља које могу утицати на подложност појединца развоју менталних поремећаја и болести укључују, али нису ограничене на, економски статус, ниво образовања, демографију, географску локацију и генетику.

## Диспаритети у приступу и квалитету заштите менталног здравља
Постоји растућа незадовољена потреба за услугама менталног здравља и једнакост у квалитету ових услуга. Иако се ове услуге често оглашавају као систем подршке и неговатељ за све и свакога којима је потребан третман или подршка, често ће одређени аспекти живота појединца, као што су раса, етничка припадност и сексуална оријентација, одредити приступ и квалитет нези која они су дати.
Због растућег нивоа социоекономске неједнакости међу расама, мање је вероватно да ће Афроамериканци имати приступ заштити менталног здравља и већа је вероватноћа да ће имати мање квалитетну негу када је пронађу. Афроамериканци и Хиспаноамериканци су вероватније неосигурани или имају Медицаид, што ограничава количину и врсту приступа којима имају амбулантне изворе за ментално здравље. У једној студији, од свих оних који су примили негу менталног здравља, мањинске популације су пријавиле већи степен незадовољених потреба и незадовољства услугама које су им пружене (12,5% белаца, 25,4% Афроамериканаца и 22,6% Хиспаноамериканаца пријавило је лошу негу ).
Поред тога, менталне болести се често недовољно дијагностикују међу различитим мањинским групама из различитих разлога. На пример, код Афроамериканаца се често превише дијагностикује шизофренија, док су поремећаји расположења, депресија и анксиозност недовољно дијагностиковани. Ово служи као пример како су мањинске групе у Сједињеним Државама, као што су Афроамериканци, изложене ризику да им се дијагностикује на основу стереотипа и да се не процене на одговарајући начин или не лече због других менталних здравствених стања за која могу или не морају бити у опасности.
ЛГБТ+ популација, иако је и даље отворена за исте диспаритете као и расне мањинске групе, често се суочава са проблемом ускраћивања лечења менталног здравља због пола који идентификује или њихове сексуалне оријентације. У студији коју су спровели Национални центар за трансродну равноправност и Национална радна група за геј и лезбијке, 19% ЛГБТ+ узорка је изјавило да им је ускраћена здравствена заштита која им је потребна. Поред тога, 28% узорка је пријавило да су били малтретирани или чак физички нападнути током здравствене посете. Док су ускраћивање лечења и узнемиравање током лечења велики узроци диспаритета у квалитету заштите менталног здравља, недостатак знања је такође забрињавајући међу ЛГБТ+ популацијом. Будући да је то област студија која се тек развија, постоји врло мало знања или спроведених истраживања која се посебно односе на ЛГБТ+ здравље и здравствену заштиту. Због тога, око 50% ЛГБТ+ популације наводи да треба да подучава здравствене раднике о аспектима свог здравља и лечења.

### Социоекономски статусни диспаритети
Недостатак социоекономских ресурса може довести до развоја трауматских искустава која прерастају у поремећаје менталног здравља. На пример, недостатак запослења или ограничен приступ ресурсима може утицати на ток развоја неких од најчешћих поремећаја менталног здравља, као што су депресија, анксиозност, биполарни поремећај и психолошки стрес. Живот са поремећајем менталног здравља такође може допринети диспаритетима у примању здравствене заштите. Живот са поремећајем менталног здравља може утицати на економски статус појединца, што може додатно утицати на квалитет њиховог менталног здравља, као и на очекивани животни век.
Још један социоекономски фактор који може довести до препрека и неједнакости у приступу услугама менталног здравља су финансијска ограничења. Дошло је до повећања трошкова за неосигуране особе у приступу услугама менталног здравља у поређењу са појединцима који имају приватно или јавно осигурање.

### Диспаритети у образовању
Образовни диспаритети се могу дефинисати као неправедне или неправедне разлике у образовним исходима које могу бити резултат различитог третмана одређених мањинских група у школама, различитих социоекономских статуса и различитих образовних потреба. Ови диспаритети у образовању могу на крају довести до проблема менталног здравља. Када се то догоди, мање привилеговане групе се упетљају у каскадне ефекте неједнакости.
Диспаритети у образовању, који доприносе социоекономском статусу, имигрантском статусу и етничком/расном статусу могу бити још један фактор који доприноси неједнакости менталног здравља. Социоекономски статус игра велику улогу у разлици у приступу образовним ресурсима. Школски окрузи су географски подељени. Пошто тренутно финансирање јавних школа долази од локалних пореза на имовину, постоји више подстицаја за појединце са високим статусом да сузе границе да не укључују породице са нижим приходима из својих школских округа. Пошто сваки школски округ тада обухвата само једну социоекономску групу, то утиче на програме и квалитет. Овде почињемо да видимо драматичне разлике између школских округа. Док неке школе нуде невероватна одељења за вођење, напредне часове и феноменалне објекте, друге области се боре да пронађу квалификоване и мотивисане наставнике да предају основну наставу. Иако је јавно образовање нешто што би требало да буде право за све, социоекономски статус појединца може у великој мери утицати на квалитет тог образовања.
Имиграциони статус појединца такође утиче на квалитет стеченог образовања. Иако постоје неке групе имиграната које добро пролазе након имигрирања у Сједињене Државе, многе немају исти ниво успеха. Постоје многе препреке које спречавају академски успех деце имиграната. Ове препреке укључују, али се не ограничавају на чињеницу да већина родитеља деце имиграната не разуме образовни систем Сједињених Држава, неадекватне програме енглеског као другог језика и сегрегацију. Такође постоје разлике у исходима међу генерацијама имиграната, при чему имигранти прве генерације имају бољи учинак од наредних генерација. Ово се назива имигрантски парадокс . Ова питања заједно са психолошким ефектима акултурације (нпр. прилагођавање потпуно новој земљи, језику и култури) појачавају образовну неједнакост.
Диспаритети у образовању су недостатак ресурса који су укључени, али ограничени. Ови диспаритети обично су усмерени на социјално искључене заједнице са ниским приходима. Статистички подаци се користе када се мере оцене, ГПА, резултати тестова и стопа напуштања како би се утврдио успех ученика. Стварањем система у којем особа никада не би успела може се продужити неједнакост, посебно оних који пате од менталног здравља.

### Просторни диспаритети (географска локација)
Просторни диспаритети укључују, али нису ограничени на, где неко живи, проводи већину свог времена, где добија већину својих ресурса и где добија образовање. На пример, мањинске расе које живе у насељима са већим сиромаштвом имају већи ризик од додатног стреса и поремећаја менталног здравља. Ипак, показало се да ова популација доживљава више потешкоћа у приступу услугама менталног здравља. Узимајући у обзир овај циклус потребе за бригом, али немогућност добијања неге, неједнакост због просторне локације ће вероватно остати и наставити да ограничава приступ заштити менталног здравља без додатне интервенције за повећање приступа услугама менталног здравља.
Многе мањине, укључујући Афроамериканце, Хиспаноамериканце и азијске Американце, насељавају ова насеља испуњена сиромаштвом због фактора који им нису наклоњени у одређеним аспектима друштва. Овим насељима недостају ресурси као што су ординације са психијатрима или здравствене клинике са добрим лекарима који су обучени да помогну онима којима је потребна заштита менталног здравља. Такође би било корисно направити посебне услуге само за оне у насељима високог сиромаштва којима недостају ресурси како бисмо могли охрабрити оне којима је потребна помоћ коју заслужују. Прилагођавањем у складу са овим околностима, просторни диспаритети се могу смањити и омогућити онима којима је помоћ потребна да је добију.

### Етнички и расни диспаритети и предиктори
Постоји неједнакост у приступу менталном здрављу за различите расе и етничке припадности. Студије су показале да мањине са ниским примањима имају мањи приступ заштити менталног здравља од белаца са ниским примањима који нису латино Американци. Поред недостатка приступа, већа је вероватноћа да ће мањине у Сједињеним Државама добити лошији квалитет неге и лечења менталног здравља у поређењу са појединцима који нису белци из Латинске Америке, што је довело до тога да многе мањине одлажу или не успевају у лечењу. Студије су показале да Афроамериканци имају мањи приступ услугама менталног здравља и нези менталног здравља у поређењу са белим Американцима који нису латино Американци. Многе мањине имају потешкоћа у проналажењу неге за услуге менталног здравља.
Историјски догађаји који су се одиграли у Сједињеним Државама против Афроамериканаца резултирали су неповерењем у здравствени систем. Стигма заштите менталног здравља у афроамеричкој заједници изазвала је повећану преваленцију ових поремећаја јер су истраживања показала да 12 милиона жена и 7 милиона мушкараца пати од неке врсте болести менталног здравља. Осим што су најугроженија раса за заразу вирусом Ковид-19, они су такође показали већу учесталост поремећаја менталног здравља. Истраживања су показала да ова заједница боље реагује на лечење када га здравствени радници нуде као алтернативу другим третманима. Када се разматра зашто су Афроамериканци толико изложени ризику од менталног здравља, важно је размотрити како њихова раса утиче на њихов свакодневни живот. Црнци у овој земљи и даље се суочавају са дискриминацијом, што доводи до негативних емоција, а ове емоције могу укључивати осећање друштвене изолације. Не само да се осећају као да нису у потпуности део нашег друштва, већ се такође могу осећати као да њихови чланови породице и пријатељи који нису црнци не разумеју у потпуности њихову борбу. Ово би дефинитивно могло довести до субјективне друштвене изолације или недостатка осећаја блискости са другим људима. Једна студија је открила да је субјективна социјална изолација код Афроамериканаца у корелацији са постојањем било којег 12-месечног поремећаја који је наведен у ДСМ-у и са већим бројем 12-месечних поремећаја наведених у ДСМ-у. На основу овог резоновања, субјективна социјална изолација би могла бити један од разлога зашто су Афроамериканци ризична група када су у питању борбе за ментално здравље, и свакако би имало смисла да ова субјективна друштвена изолација буде резултат расизма који још увек постоји данас. Такође је важно узети у обзир интерсексуалност расе и пола када размишљате о менталном здрављу. Иста студија као што је горе поменуто наводи да је већа вероватноћа да ће Афроамериканци доживети друштвену изолацију него Афроамериканке, што би црнце у овој земљи могло учинити још изложенијим психијатријским поремећајима. Када се размишља о расизму у овој земљи, ово донекле има смисла, јер црнци доживљавају одређене аспекте дискриминације који су специфични за њихову групу. На пример, Афроамериканци се често доживљавају као опасни и имају високу стопу хапшења. Када се сви ови фактори ризика комбинују са стигмом са којом се сви мушкарци суочавају када разговарају о проблемима менталног здравља, ово доводи афроамеричке мушкарце у веома висок ризик и за развој психијатријских поремећаја и за то да се не осећају довољно овлашћеним да причају о својим борбама. Када говоримо о расним диспаритетима у менталном здрављу, не само да треба да признамо недостатак приступа који мањинске групе имају одговарајућој здравственој заштити, већ такође треба да схватимо да припадност мањинској расној групи ставља појединце на виши ниво. ризик за развој психијатријских поремећаја на првом месту. Затим, кључно је размотрити неке од могућих разлога за то и почети да се питамо како да смањимо диспаритете у овој земљи. Све мањинске групе су посебно ризичне за проблеме менталног здравља, укључујући расне мањинске групе, а то је повезано са системским расизмом.
Током раних 2010-их, Латино заједница је доживела пораст случајева поремећаја менталног здравља. Студије су показале да је већа вероватноћа да ће латино Американци имати ране симптоме поремећаја менталног здравља него нелатино-белци. Међу латино Американцима, они без правног статуса у Сједињеним Државама трпе већи терет дијагнозе поремећаја менталног здравља јер је њихово путовање у земљу проузроковало да доживе трауматичне догађаје укључујући сексуално злостављање, отмицу и стални страх од депортације. Сходно томе, латино Американци без докумената имају мањи приступ здравственој заштити него латино Американци рођени у САД због тренутних политичких ограничења против ове заједнице.
Након анкетирања појединаца различитих раса, студија је показала да Афроамериканци, Хиспаноамериканци и азијски Американци имају мањи приступ истој врсти менталних услуга којима имају приступ белци који нису припадници мањина. Могући разлог који је аутор навео:
„Ова теорија постулира да белци имају већу склоност да избегавају живот у сиромашним заједницама јер је већа вероватноћа да ће уживати у друштвеним и економским предностима. Само тешко ментално болесни Белци пате од стрмоглаве покретљивости и долазе да бораве у насељима са високим сиромаштвом.“ 
Мањине немају подршку за ментално здравље у својим заједницама као резултат стигме и стереотипа који се примењују на оне који траже смернице за ментално здравље. Још једна препрека недостатку подршке за ментално здравље је недостатак ове врсте здравствене заштите која је доступна због руралних средина које садрже велику популацију мањина. Спољни фактори животне средине, као што су породица, заједница и посао, могу утицати на склоност да се посеже за саветовањем о менталном здрављу.
Ово је био проблем за мањинске расе којима су потребне исте услуге. То је проблем зато што су Афроамериканцима, Хиспаноамериканцима и азијским Американцима потребне услуге више у одређеним областима због тога што је већа вероватноћа да ће одређене мањинске расе бити дијагностиковане менталном болешћу него белци.
Проблеми се могу проширити до тачке расних уверења здравствених радника и истраживача који утичу на дијагнозе и третмане развијене за неке заједнице. Џејмс Берџес Волдрам је написао текст  0802086004 Виндига из 2004 (наслов се односи на „ Вендиго психозу “, за коју тврди да је вештачка конструкција антрополога и психолога) говорећи о потешкоћама индустрије бихејвиоралног здравља у успешној анализи и лечењу потреба домородачког народа у Сједињених Држава и Канаде.
Расу је често тешко препознати у менталном здрављу. Чак и када постоји приступ терапијама менталног здравља за мањине, често и терапеут и пацијент могу бити невољни да урачунају своје расно позиционирање у лечење или им је тешко да поверују да је неки од стреса њиховог менталног здравља последица расе. Обоје често фаворизују објашњења која су укорењена у прошлим искуствима као што су породични живот, лични неуспеси и друге потенцијалне препреке.

### ЛГБТ+ диспаритети и предиктори
Сексуалност игра велику улогу у предвиђању менталних болести и општег менталног здравља. Они који се идентификују као лезбијке, геј, бисексуалци, трансродни и/или квир имају већи ризик од проблема са менталним здрављем, највероватније као резултат континуиране дискриминације и виктимизације коју доживљавају од стране других. Припадници ове популације суочени су са погрдним коментарима и коментарима мржње, било путем комуникације лицем у лице или путем друштвених медија, што утиче на њихову самопоштовање и самопоуздање, што доводи до анксиозности, депресије, мисли о самоубиству, покушаја самоубиства и самоубиства. Ови ефекти на ментално здравље најчешће се примећују код адолесцената, међутим, они су такође распрострањени међу одраслима свих узраста. Извори дискриминације и виктимизације од којих ЛГБТ+ популација пати могу бити и спољашњи и унутрашњи. Док делови друштва данас не прихватају ЛГБТ+ заједницу и дају јавне изјаве да би рекламирали своје незадовољство, ЛГБТ+ особа која идентификује такође може имати ниско самопоуздање и недостатак самопоштовања који подстиче ове негативне ефекте на ментално здравље.
Најзначајнији предиктор болести менталног здравља међу ЛГБТ+ популацијом је прихватање породице. Они из ЛГБТ+ популације који добијају мало или нимало подршке и прихватања породице имају три пута већу вероватноћу да ће помислити на самоубиство од оних који имају јак систем подршке породици иза себе. Недостатак подршке породице често је погоднији за штетно понашање, као што је злоупотреба дрога и илегалних супстанци, што може додатно наштетити појединцу. Вишеструки аспекти животних стилова, укључујући религију, могу утицати на подршку породице. Они који имају јаке породичне везе са религијом можда ће ређе тражити подршку и помоћ од чланова породице због страха од неприхватања у породици, као и унутар верске заједнице.
Иако је свест о менталном здрављу порасла за ЛГТБ+ заједницу, старији грађани ове заједнице и даље се боре да се њихов глас чује. Истраживања су показала да у поређењу са хетеросексуалцима и другим групама у ЛГБТ+ заједници, старији људи чешће пате од поремећаја менталног здравља. Један од најчешћих разлога зашто се старији грађани уздржавају од тражења заштите менталног здравља је ранија дискриминација од стране медицинских радника. Поред недостатка знања, ова група је маргинализована и због недостатка финансијских средстава јер већина средстава иде за кампање за млађу ЛГБТ+ популацију.

### Полни и родни диспаритети и предиктори
Док су родне разлике међу онима са поремећајима менталног здравља недовољно развијено поље проучавања, постоје аспекти живота специфични за пол који узрокују диспаритете. Пол је често детерминанта количине моћи коју неко има над факторима у свом животу, као што су социоекономски статус и друштвени положај, и стресори који иду уз ове факторе. Локација полова и пола унутар друштвеног конструкта може бити велика детерминанта ризика и предиктора поремећаја менталног здравља. Ови диспаритети у полу могу бити у корелацији са диспаритетима у врстама поремећаја менталног здравља које појединци имају. Док су сви полови и полови изложени ризику од великог броја болести менталног здравља, неке болести и поремећаји су чешћи код једног пола него код другог. Жене имају двоструко веће шансе од мушкараца да добију дијагнозу облика депресије, јер депресивни поремећаји чине близу 41,9% инвалидитета од неуропсихијатријских поремећаја међу женама у поређењу са 29,3% међу мушкарцима. С друге стране, код мушкараца је три пута већа вероватноћа да ће добити дијагнозу социјалног анксиозног поремећаја него код жена.
Пол такође може бити детерминанта других аспеката менталног здравља. Време појаве симптома може бити различито у зависности од пола. Жене чешће показују знаке менталних болести, као што је депресија, раније и у млађој доби од мушкараца. Многи верују да је то корелација са почетком пубертета. Као резултат друштвених стигми и стереотипа у друштву, женама се такође чешће преписују лекови који мењају расположење, док се мушкарцима чешће преписују лекови против зависности. Даља истраживања о диспаритетима менталног здравља између пола и пола су потребна како би се стекло дубље знање о предикторима менталног здравља и могућим разликама у третманима.
Одрасле жене су у високом ризику да доживе поремећаје менталног здравља током трудноће, међутим, већина лекара се тиме не бави све до постпарталног периода. С обзиром да су анксиозност и депресија најчешћи, ови поремећаји могу утицати и на трудницу и на живот бебе. Најчешћи разлози за поремећаје менталног здравља у овој заједници били су злостављање у породици, страх од усамљености и претходна медицинска историја менталних поремећаја. Пандемија Ковид-19 била је тешко време за оне које су биле трудне јер је била наложена изолација, један од главних узрока анксиозности и депресије. Студије су показале да су током пандемије, док се ментално здравље трудница средње класе које живе у Њујорку побољшало, труднице које живе под ниским социо-економским статусом биле подложније пате од психолошких поремећаја.

## Актуелне иницијативе у постизању равноправности менталног здравља
Пошто је неједнакост у менталном здрављу у великој мери последица неједнакости у здравственом осигурању, начини да се побољша једнакост менталног здравља морају доћи из промена у политици здравствене заштите. Велики део неједнакости у менталном здрављу потиче од недостатка приступа здравственој заштити у ниским социоекономским заједницама и, често, привилегованим мањинама. Овај недостатак приступа може произаћи из географске изолације, лошег финансирања и подстицаја за пружаоце здравствених услуга, неефикасне покривености здравственом заштитом или веома стигматизованих и дискриминаторних ставова заједнице у вези са менталним здрављем. Такође, подједнако је важна и промена садржаја здравствене литературе и образовања да би се укључило ментално здравље. Сједињене Државе су направиле кораке да разбију стигме око менталног здравља, али стопа такве стигме је тренутно у порасту. Потенцијално повезано са тако високом стигмом и погрешним образовањем, ментално здравље се још увек не сматра значајним делом планова основне здравствене заштите. Да би појединци добили неопходан третман за менталну болест, она мора прво бити призната као стварна болест која се може лечити.
У мају 2013, Светска здравствена скупштина усвојила је нови акциони план за решавање менталног здравља у наредних 8 година. Овај план се зове Свеобухватни акциони план за ментално здравље 2013-2020. Овај план је показатељ глобалног значаја менталног здравља и укључује циљеве за глобално унапређење менталног здравља. Овај план се такође бави неједнакостима у менталном здрављу тако што признаје потребу за већим приступом у земљама са ниским и средњим приходима.